# Peste Noire (album)
Peste Noire è il quinto album della band francese Peste Noire pubblicato il 20 giugno 2013.

## Tracce
1. Le retour de la peste – 3:51
2. Démonarque – 7:42
3. La bêche et l'épée contre l'usurier – 8:10
4. Niquez vos villes – 6:46
5. Le clebs noir de Pontgibaud – 5:15
6. Ode – 4:16
7. La blonde – 4:09
8. Moins trente degrés Celsius – 6:26

## Formazione
- Frère Famine - voce, chitarre, basso
- Audrey - voce femminile
- Frère Ardraos - batteria, fisarmonica